# Dio Anthology: Stand Up and Shout
A Dio Anthology: Stand Up and Shout az amerikai Dio heavy metal zenekar hatodik válogatásalbuma. Az első lemezen Ronnie James Dio korábbi pályafutásának dalai hallhatók az Elfből, a Rainbowból és a Black Sabbath-ból, valamint a Sacred Heart című dal élő felvétele. A második CD egytől egyig Dio-dalokat tartalmaz. A számokat digitálisan felújították.

## Az album dalai

### CD1
|     | Cím                                            | Szerző(k)                                         | Hossz |
| --- | ---------------------------------------------- | ------------------------------------------------- | ----- |
| 1.  | Hoochie Koochie Lady (Elf)                     | Gary Driscoll, Ronnie James Dio, Feinstein, Soule | 5:34  |
| 2.  | I'm Coming Back For You (Elf)                  | Driscoll, Dio, Feinstein, Soule                   | 3:28  |
| 3.  | Carolina County Ball (Elf)                     | Dio, Soule                                        | 4:47  |
| 4.  | Man on the Silver Mountain (Rainbow)           | Ritchie Blackmore, Dio                            | 4:39  |
| 5.  | Starstruck (Rainbow)                           | Blackmore, Dio                                    | 4:07  |
| 6.  | Long Live Rock 'N' Roll (Rainbow)              | Blackmore, Dio                                    | 4:21  |
| 7.  | Neon Nights (Black Sabbath)                    | Geezer Butler, Dio, Tony Iommi, Bill Ward         | 3:53  |
| 8.  | Children of the Sea (Black Sabbath)            | Butler, Dio, Iommi, Ward                          | 5:34  |
| 9.  | Heaven and Hell (Black Sabbath)                | Butler, Dio, Iommi, Ward                          | 6:58  |
| 10. | Turn Up the Night (Black Sabbath)              | Butler, Dio, Iommi                                | 3:42  |
| 11. | The Sign of the Southern Cross (Black Sabbath) | Butler, Dio, Iommi                                | 7:45  |
| 12. | Mob Rules (Black Sabbath)                      | Butler, Dio, Iommi                                | 3:15  |
| 13. | Computer God (Black Sabbath)                   | Butler, Dio, Iommi                                | 6:12  |
| 14. | Voodoo (koncert, Black Sabbath)                | Ritchie Blackmore, Dio                            | 5:30  |
| 15. | Sacred Heart (koncert, Dio)                    | Vinny Appice, Jimmy Bain, Vivian Campbell, Dio    | 6:28  |

### CD2
|     | Cím                        | Szerző(k)                                | Hossz |
| --- | -------------------------- | ---------------------------------------- | ----- |
| 1.  | Stand Up and Shout         | Bain, Dio                                | 3:18  |
| 2.  | Holy Diver                 | Dio                                      | 5:51  |
| 3.  | Don't Talk to Strangers    | Dio                                      | 4:55  |
| 4.  | Straight Through The Heart | Bain, Dio                                | 4:34  |
| 5.  | Rainbow in the Dark        | Appice, Bain, Campbell, Dio              | 4:16  |
| 6.  | We Rock                    | Dio                                      | 4:35  |
| 7.  | The Last in Line           | Bain, Campbell, Dio                      | 5:45  |
| 8.  | Egypt (The Chains Are On)  | Appice, Bain, Campbell, Dio              | 7:01  |
| 9.  | King of Rock and Roll      | Appice, Bain, Campbell, Dio              | 3:51  |
| 10. | Hungry for Heaven          | Bain, Dio                                | 4:12  |
| 11. | Dream Evil                 | Dio, Craig Goldy                         | 4:24  |
| 12. | All the Fools Sailed Away  | Dio, Goldy                               | 7:13  |
| 13. | Lock Up the Wolves         | Bain, Dio, Rowan Robertson               | 8:33  |
| 14. | Strange Highways           | Appice, Dio, Tracy Grijalva, Jeff Pilson | 6:52  |

## Közreműködők
- Ronnie James Dio – ének (CD1: 1–15; CD2: 1–14)

### Elf-dalok
- David Feinstein – gitár (CD1: 1, 2)
- Steve Edwards – gitár (CD1: 3)
- Craig Gruber – basszusgitár (CD1: 3)
- Mickey Lee Soule – billentyűk (CD1: 1, 2, 3)
- Gary Driscoll – dob (CD1: 1, 2, 3)

### Rainbow-dalok
- Ritchie Blackmore – gitár (CD1: 4, 5, 6); basszusgitár (CD1: 6)
- Craig Gruber – basszusgitár (CD1: 4)
- Jimmy Bain – basszusgitár (CD1: 5)
- Mickey Lee Soule – billentyűk (CD1: 4)
- Toney Carey – billentyűk (CD1: 5)
- David Stone – billentyűk (CD1: 6)
- Gary Driscoll – dob (CD1: 4)
- Cozy Powell – dob (CD1: 5, 6)

### Black Sabbath-dalok
- Tony Iommi – gitár (CD1: 7–14)
- Geezer Butler – basszusgitár (CD1: 7–14)
- Geoff Nicholls – billentyűk (CD1: 7–14)
- Bill Ward – dob (CD1: 7, 8, 9)
- Vinny Appice – dob (CD1: 10–14)

### Dio-dalok
- Vivian Campbell – gitár (CD1: 15; CD2: 1–10)
- Craig Goldy – gitár (CD2: 11, 12)
- Rowan Robertson – gitár (CD2: 13)
- Tracy Grijalva – gitár (CD2: 14)
- Jimmy Bain – basszusgitár (CD1: 15; CD2: 1–12); billentyűk (CD2: 1–5)
- Teddy Cook – basszusgitár (CD2: 13)
- Jeff Pilson – basszusgitár és billentyű (CD2: 14)
- Claude Schnell – billentyűk (CD1: 15; CD2: 6–12)
- Jens Johansson – billentyűk (CD2: 13)
- Vinny Appice – dob (CD1: 15; CD2: 1-12, 14)
- Simon Wright – dob (CD2: 13)